# دماء: مصاص الدماء الأخير (فلم)
دماء: مصاص الدماء الأخير (بالإنجليزية: Blood: The Last Vampire) (باليابانية: ラスト・ブラッド)؛ هو فيلم رعب وحركة متعدد الجنسيات، عرض عام 2009.

## القصة
تبدأ القصة على قاعدة يوكوتا في اليابان حيث كان الجيش الأمريكي متأهبًا لحالة حرب بينه وبين فيتنام وكانت اليابان محطة لطائراته العابرة والناقلة للأسلحة والمؤن، لكن رغم هذا التهديد فهناك تهديد آخر، تهديد أكبر وحقيقي يهدد الجيش الأمريكي وهو وجود مصاصي الدماء، وعندما علمت وكالة الإستخبارات المركزية الأمريكية بأمر هذه المخلوقت الشيطانية الخطرة قامت بطلب فتاة غامضة إسمها «سايا» البطلة جيون جي هيون لتتمكن من إبادتهم نظرًا لمقدرتها الفذة في استخدام السيف وذلك لإنقاذ البشرية من هذه المخلوقات الليلية الخطيرة، علمًا أن سايا هذه هي أيضًا من سلالة مصاصي الدماء، لكنها آخر فتاة من سلالة مصاصي الدماء النبلاء.

## روابط خارجية
مقالات تستعمل روابط فنية بلا صلة مع ويكي بيانات